# Карел де Гюхт
Карел де Гюхт (нід. Karel Lodewijk Georgette Emmerence De Gucht, * 27 січня 1954, Овермере, Східна Фландрія, Бельгія) — бельгійський державний діяч, дипломат, комісар з торгівлі Європейської комісії.

## Життєпис
Народився 27 січня 1954, Овермере, Східна Фландрія. У 1976 закінчив Брюссельський вільний університет, юридичний факультет.
Був активним членом молодіжного руху ліберального напряму. Член Фламандської партії свободи і прогресу.
З 1992 — в результаті реформування партії увійшов до нової Фламандської партії лібералів і демократів.
З 1999 по 2004 — голова Фламандської партії лібералів і демократів.
З 2003 по 2009 — Депутат Палати представників бельгійського парламенту.
З 2004 по 2009 — Міністр закордонних справ Королівства Бельгії.
З 17 липня 2009 — комісар з розвитку і гуманітарної допомоги Європейської комісії.
З 9 лютого 2010 — комісар з торгівлі Європейської комісії.